# The Shadow of Nazareth
The Shadow of Nazareth è un cortometraggio muto del 1913 diretto da Arthur Maude che riprende l'episodio della morte di Gesù. Il regista figura anche tra gli interpreti nel ruolo di Barabba, insieme a Constance Crawley, in quello di Judith, e Joe Harris in quello di Caifa.

## Trama

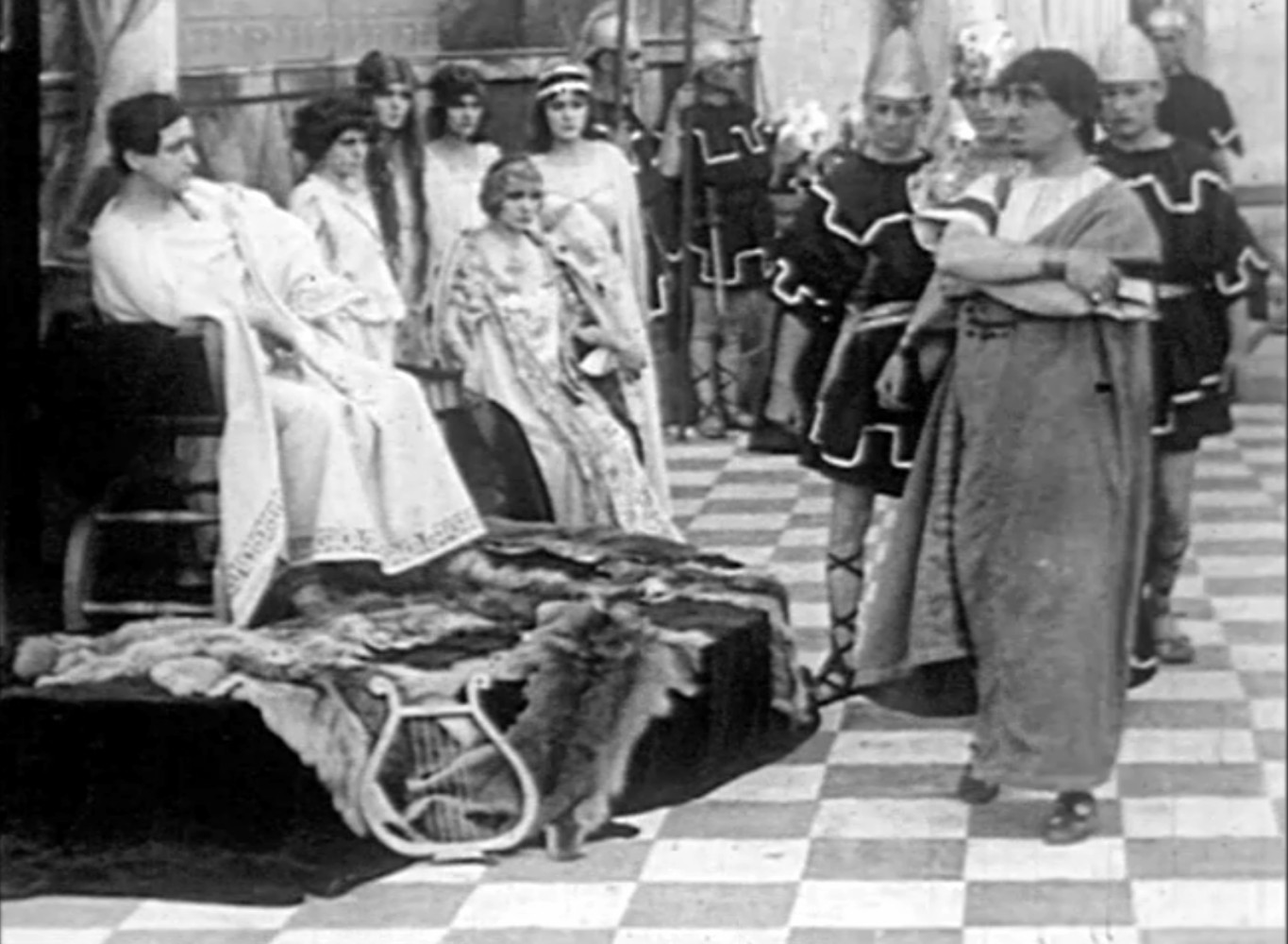
Barabba in giudizio

Per mesi Gesù aveva predicato alle moltitudini, guarendo i malati e convertendo molti e scegliendo, uno dopo l'altro, i suoi discepoli, compreso Giuda. Intanto, Barabba veniva arrestato per avere ucciso Gabrias, dopo che questi si era preso gioco di Judith, la donna che lui amava. Lei, però, amava Caifa, e per esaudire i suoi desideri, convince Giuda a tradire il suo maestro. Pilato, lavandosene le mani, chiese di decidere al popolo se liberare Gesù o Barabba e il popolo, a gran voce, richiese la liberazione di Barabba. Quando quest'ultimo guardò il volto di Gesù, fu scosso dalla paura. Insieme a Judith, andò sulla collina dove vide apparire in cielo il segno della croce. Anche Giuda, terrorizzato, non si dà pace e finisce per impiccarsi. Vedendo il suo corpo, Judith diventa presa della follia: va in cerca di Caifa, il suo amante, e lo pugnala. Poi, gira il pugnale su sé stessa e si uccide.

## Produzione
Il film fu prodotto dalla Venus Features.

## Distribuzione
Distribuito negli Stati Uniti dalla Warner Features Company, il film - un cortometraggio in tre bobine - uscì nelle sale nel novembre 1913.